# Slobodîșce, Illinți
Slobodîșce (în ucraineană Слободище) este o comună în raionul Illinți, regiunea Vinnița, Ucraina, formată numai din satul de reședință.

## Demografie
Componența lingvistică a satului Slobodîșce
     Ucraineană (98,99%)
     Rusă (1,01%)
Conform recensământului din 2001, majoritatea populației satului Slobodîșce era vorbitoare de ucraineană (98,99%), existând în minoritate și vorbitori de rusă (1,01%).